# Via Lagos
A RJ-124, mais conhecida como Via Lagos, é uma rodovia do estado do Rio de Janeiro que percorre a Região dos Lagos, tendo sido inaugurada em dezembro de 1998. Está sob concessão da empresa Motiva, que iniciou sua administração quado estava ainda em obras.
Com 56 quilômetros de extensão, seu trajeto se inicia no município de Rio Bonito, e vai até o município de São Pedro da Aldeia.
Saindo da BR-101, na altura dos bairros Olaria e Boqueirão, passa pelo Catimbau e atravessa o distrito de Boa Esperança até Palmital, onde está a praça de pedágio. Dali, atravessa os municípios de Araruama e Iguaba Grande até o entrocamento com a Rodovia Amaral Peixoto (RJ-106), no município de São Pedro da Aldeia.
Sendo uma das mais importantes estradas em direção a Região dos Lagos, a Via Lagos é pedagiada. Nos dias de semana, cobra-se R$ 17,20, e aos sábados e domingos, R$ 28,70, sendo sua praça de pedágio localizada próximo à divisa dos municípios de Rio Bonito e Araruama.

## Municípios Abrangidos
- Rio Bonito
- Saquarema
- Araruama
- Iguaba Grande
- São Pedro d'Aldeia

## Pedágio
| Pedágio | km | UF | Localidade/Município     | Sentido      | Coordenadas geográficas     |
| ------- | -- | -- | ------------------------ | ------------ | --------------------------- |
| 1       | 22 | RJ | Latino Melo (Rio Bonito) | Bidirecional | 22°48'2.79"S, 42°27'52.35"W |

- Tarifa Passeio - De segunda à sexta para Automóvel, caminhonete, furgão (rodagem simples) e triciclo - R$ 17,20

- Tarifa Passeio - Sábado, domingo e feriados nacionais para Automóvel, caminhonete, furgão (rodagem simples) e triciclo - R$ 28,70

- Tarifa Comercial - De segunda à sexta para Caminhão leve, caminhão trator, ônibus e furgão (2 eixos duplos) - R$ 34,40

- Tarifa Comercial - Sábado, domingo e feriados nacionais para Caminhão leve, caminhão trator, ônibus e furgão (2 eixos duplos) - R$ 57,40

- Tarifa Passeio - De segunda à sexta para Automóvel e caminhonete c/ semirreboque (3 eixos simples) - R$ 25,80

- Tarifa Passeio - Sábado, domingo e feriados nacionais para Automóvel e caminhonete c/ semirreboque (3 eixos simples) - R$ 43,05

- Tarifa Passeio - De segunda à sexta para Automóvel e caminhonete c/ reboque (4 eixos simples) - R$ 34,40
- Tarifa Passeio - Sábado, domingo e feriados nacionais para Automóvel e caminhonete c/ reboque (4 eixos simples) - R$ 57,40

- Tarifa Comercial - De segunda à sexta para Caminhão c/ reboque e caminhão trator c/ semirreboque (4 eixos duplos) - R$ 68,80
- Tarifa Comercial - Sábado, domingo e feriados nacionais para Caminhão c/ reboque e caminhão trator c/ semirreboque (4 eixos duplos) - R$ 114,80

- Tarifa Passeio - De segunda à sexta para Motocicletas, motonetas e ciclomotores - R$ 8,60

- Tarifa Passeio - Sábado, domingo e feriados nacionais para Motocicletas, motonetas e ciclomotores - R$ 14,35

* Tarifas atualizadas em 05/06/2024 